# Иосиф (Антипин)
Епи́скоп Ио́сиф (в миру Я́ков Иса́кович Анти́пин или Анти́пов; 1854, деревня Крюк, Кунгурский уезд, Пермская губерния, Российская империя — 14 января 1927, Харбин, Китай) — российский церковный деятель, епископ Древлеправославной Церкви Христовой (старообрядцев, приемлющих белокриницкую иерархию), епископ Иркутский и всея Восточныя Сибири.

## Биография
Родился в 1854 году (по другим сведениям, в 1853 году) в деревне Крюки Кунгурского уезда Пермской губернии в семье старообрядцев часовенного согласия.
В 1863 году с родителями переехал в деревню Павловскую Ачинского уезда Енисейской губернии.
На 17 году жизни по воле родителей женился.
В 1878 году его взяли на военную службу. Вернувшись со службы, он с ещё большим усердием принялся за изучение вероучения.
В 1895 году всем обществом был избран духовным наставником.
В 1896 году в Томской старообрядческой обители вместе с женой присоединился к Древлеправославной Церкви Христовой. В том же году, удостоверившись в добродетельности его жизни, начитанности и рассудительности, епископ Пермский Антоний рукоположил его в иереи в деревню Павловскую Ачинского уезда Енисейской губернии. Здесь он прослужил пять лет, присоединив к Церкви около 200 часовенных старообрядцев.
Затем он был переведён в село Тайну и назначен благочинным. Его приход разросся почти до 1000 чел.
Тяжело заболев, дал обет принять иноческий постриг. Поправившись, купил немного земли в 55 верстах при речке Тарбояк в урочище Черни Томской губернии и с благословения епископ Томского Иоасафа в 1904—1909 годы устроил монастырь, где начали селиться иноки.
В 1911 году принял пострижение и вскоре был вызван в Москву на Освященный собор, где был избран епископом.
18 декабря 1911 года рукоположен во епископа в храме Рожества Христова на Рогожском кладбище архиепископом Московским Иоанном и епископом Рязанским и временно Петроградским Александром.
Регулярно совершал многомесячные объезды епархии, преодолевая в седле сотни вёрст, что было нелёгкой даже для опытного путешественника экспедицией по дикому, бездорожному краю.
Около 1913 года избрал своим постоянным местом жительства село Бардагон на реке Зее в Амурской области.
В середине 1919 года выехал в Хабаровск, оттуда во Владивосток, в Никольск-Уссурийский. В 1919 году с архипасторским визитом епископ Иосиф посетил Харбин и служил в походном храме на частных квартирах, так как харбинцам тогда было не под силу иметь специальную квартиру для богослужений. В начале 1921 года он решает остаться в Харбине на более долгий срок и в своей квартире площадью в 40,97 кв.м. ставит алтарь и начинает совершать богослужения, исполняя обязанности и приходского священника. В 1922 году епископ Иосиф с помощью старообрядцев с Юга Китая, арендует на участке садовода И. С. Яшкина (известном как Яшкин сад) маленький домик, к которому сделали пристройку площадью 45,52 кв.м., для помещения Петропавловского храма. Этот первый храм в Харбине располагался в Корпусном городке на 4-й улице, № 10.
Здесь продолжился выпуск журнала «Дальневосточный старообрядец», в 1925 году был освящён новопостроенный каменный храм во имя святых апостолов Петра и Павла, ставший кафедральным собором русской старообрядческой эмиграции в Китае.
В 1926 года Освященный собор заслушал отчёт епископа Томского Тихона «об его обозрении Иркутской епархии и его предложение воздействовать на еп. Иосифа возвратиться на свою епархию или отказаться от управления частью приходов, которою он по некоторым обстоятельствам управлять не может». Освященный собор заслушал также просьбу епископа Иосифа рукоположить ему помощника в лице протоиерея Алексея Старкова.
Скончался 14 января 1927 года в Харбине.